# Enrique Alonso, Cachirulo
Enrique James Fernández y Tellaeche (Ciudad de México, 9 de septiembre de 1923-Ciudad de México, 27 de agosto de 2004), conocido como Enrique Alonso, Cachirulo, fue un actor y presentador de televisión mexicano. Destacó por conducir el programa Teatro Fantástico, que se transmitió de 1955 a 1969.

## Biografía y carrera

### Primeros años
Enrique James Fernández y Tellaeche nació el 9 de septiembre de 1923 en la casa número once de la calle de puente de Alvarado en Ciudad de México, siendo hijo de Vicente Fernández y Felicia Tellaeche.

### Inicios artísticos
Aficionado desde niño al género chico, fue protegido y heredero de María Conesa, quien le ayudó a introducirse en el medio teatral. Se inició como actor con la obra En las calles de Plateros, y posteriormente fundó la Compañía Juvenil Jacinto Benavente, que más tarde se pasó a llamarse Proscenio, Teatro Experimental. Con este grupo, presentó las obras Sangre en el ruedo (1946) y Bendita seas (1948), entre otras.  
En 1948, participó en la Temporada del Recuerdo, al lado de María Conesa y Lupe Rivas Cacho, haciendo un pequeño papel en la Zarzuela Chin Chun Chan. Unos años después, fundó el grupo Teatro del Pequeño Mundo, que presentó obras para niños en el Teatro Guimerá. De la obra La princesa encantada, que montó con dicho grupo, surgió el sobrenombre que más adelante lo haría popular en el teatro y la televisión: Cachirulo, muy italiano, con vistosas pelucas naranjas y vestido de arlequín, con el que cobraría celebridad en el programa Teatro Fantástico.[cita requerida]

### Incursión en televisión
Paralelamente a su actividad teatral, fue guionista del programa Telecomedia, que dirigía Manolo Fábregas, y en 1955 comenzó las transmisiones de su propio programa titulado Teatro Fantástico, mismo que se transmitió por televisión durante 17 años. Durante la segunda mitad del siglo XX, continuó con la promoción de obras para niños, destacando por su participación en la temporada Sábados Infantiles, que se realizó en el Polyforum Cultural Siqueiros, de 1979 a 1982, así como por el espectáculo Rosete Aranda como en su tiempo (1982), con el que se reactivó temporalmente la legendaria compañía Rosete Aranda, en la carpa Titiriglobo del INBA. A partir de la década de 1980, intensificó su labor de rescate de la revista política mexicana con el estreno de numerosas obras de ese género, entre las que se mencionan Dos tandas por un boleto (1985), La alegría de las tandas (1986), El futuro está pelón (1988), en alusión al elegido presidente Carlos Salinas, y Tandas 90. Especial importancia tuvo también su puesta en escena de las zarzuelas Chin Chun Chan y Las musas del País (1992), primeras producciones de género chico de la Compañía Nacional de Teatro.[cita requerida]

### Trabajos posteriores
Publicó el libro biográfico María Conesa, y desde principios de la década de 1990 colaboró en el suplemento Sábado del periódico mexicano Uno más Uno, con una sección de memorias teatrales.[cita requerida]
Fue miembro fundador del Sindicato de Actores Independientes, del que llegó a ocupar la presidencia. Entre las distinciones que recibió, destaca la presea Ciudad de México, otorgada en 1993.[cita requerida] El mismo año, se inauguró el Centro Cultural Enrique Alonso, dedicado a promover actividades artísticas de todo tipo.[cita requerida]

## Muerte
El 27 de agosto de 2004, Alonso falleció en Ciudad de México a los 80 años de edad, a causa de una fibrilación ventricular e hidrocefalia normotensa. Su cuerpo fue enterrado en el panteón Jardines del Recuerdo, ubicado en Tlalnepantla de Baz, Estado de México. Cabe destacar que su acta de defunción menciona erróneamente que falleció a los 81 años, y que nació en Mazatlán, Sinaloa.

## Premios
Premio Arlequín 1999, «toda una institución en la cultura popular de nuestro país (México) y a quien se recuerda por su famoso programa televisivo Teatro Fantástico, así como por su rescate del género chico, la zarzuela y la opereta».